# Telithromycin
Telithromycin ist eine antibiotisch wirksame chemische Verbindung zur Behandlung von Infektionen der Atemwege. Der Arzneistoff wird semisynthetisch hergestellt und gehört zur Klasse der Makrolid-Antibiotika. Es handelt sich bei Telithromycin um ein Erythromycin-Derivat (Ketolid).

## Entwicklung und Zulassung
Telithromycin wurde 2001 in der gesamten EU zugelassen und unter dem Handelsnamen Ketek vertrieben. Nach Studien und Berichten, die auf Nebenwirkungen hinwiesen, wurde 2007 eine Einschränkung der Anwendung durch die europäische Arzneimittelagentur beschlossen.
Telithromycin war das erste Ketolid-Mittel, welches von der US-amerikanischen Food and Drug Administration 2004 zugelassen wurde.
2018 zog Aventis Ketek weltweit vom Markt zurück, nachdem 2016 die Produktion eingestellt worden war. Im Juni 2019 wurde die Zulassung für die EU auf Antrag von Aventis Pharma zurückgenommen.

## Indikation
Telithromycin war in der EU in folgenden vier Indikationen zugelassen: akute Exazerbation einer chronischen Bronchitis, akute Sinusitis, Tonsillitis/Pharyngitis und ambulant erworbene Lungenentzündung. In Folge der Einschränkungen durch die EMEA im Jahr 2007 war Telithromycin in den ersten drei Indikationen nur einzusetzen, wenn eine Resistenz gegen Betalaktame oder Makrolide vermutet wurde.
Im Gegensatz zu anderen Makrolid-Antibiotika ist Telithromycin säurestabil, wodurch die meisten Makrolidresistenzen überwunden werden konnten. Häufig wird es auch als Alternative zu Penicillin verwendet, da beide ein ähnliches Wirkungsspektrum aufweisen.

## Wirkungsprinzip
Telithromycin verhindert das Wachstum von Bakterien, indem es deren Protein-Biosynthese stört. In der großen Untereinheit 50S des bakteriellen Ribosoms wechselwirkt das Antibiotikum mit der 23S rRNA, wodurch die Translationsaktivität gehemmt wird. Außerdem wirkt Telithromycin auch durch die Hemmung der Bildung der 30S-Untereinheit.
Telithromycin ist zwei- bis fünfmal wirkungsvoller als Clarithromycin gegen grampositive Kokken.

## Applizierung
Aufgrund der Säurestabilität kann Telithromycin oral verabreicht werden. Nach 0,5 bis 4 Stunden hat es im Körper seine maximale Konzentration erreicht. Die absolute Bioverfügbarkeit beträgt 57 %. Etwa 20 % der Dosis werden unverändert über die Galle, den Darm und den Urin ausgeschieden. Nur 37 % werden in der Leber metabolisiert.

## Nebenwirkungen
Im Allgemeinen wird Telithromycin gut vertragen. Einzelne Nebenwirkungen können sein:
- Übelkeit,
- Bauchschmerzen,
- Durchfall,
- Dyspepsie,
- Kopfschmerzen,
- Schwindel und
- Hautausschlag.

Im März 2006 wurde erstmals über eine medikamenteninduzierte Hepatotoxizität berichtet, welche nach der Einnahme von Telithromycin aufgetreten ist. Drei verschiedene Vorfälle wurden gemeldet: ein Fall von vorübergehender drogeninduzierter Hepatitis, ein Fall endete mit einer Lebertransplantation und ein Fall endete mit dem Tod. Im Jahr 2010 wurde veröffentlicht, dass durch eine Wechselwirkung nicht nur Leberversagen auftreten könnte, sondern auch Sehstörungen und eine Verschlimmerung von Myasthenia gravis.